# Hermann Sahli

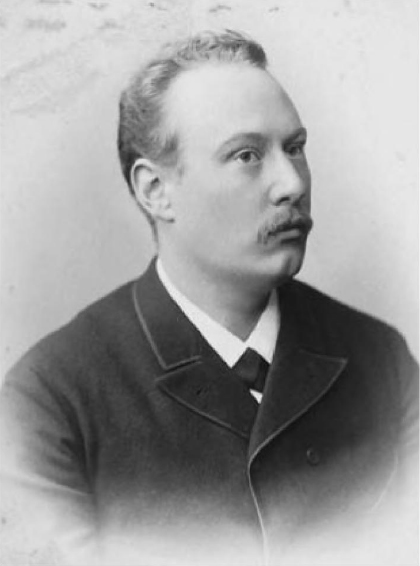
Hermann Sahli, 1899

Hermann Sahli (* 23. Mai 1856 in Bern; † 28. April 1933 in Bern) war ein Schweizer Internist. Er entwickelte unter anderem ein Messgerät zur Bestimmung des Hämoglobingehalts im Blut.

## Familie
Die Familie stammte aus Wohlen im Kanton Bern. Sein Vater war ein angesehener Jurist, Regierungs- und Ständerat, sein Großvater Pfarrer und ein bekannter Lichenologe (Flechtenforscher). Sahli interessierte sich schon in früher Jugend für die Pflanzenwelt seiner Heimat, für die Naturwissenschaft als solche und die Musik. 1888 heiratete er Olga Leibundgut. Aus der Ehe ging eine Tochter, Gertrud Erika Olga hervor.

## Ausbildung und Beruf
Er besuchte das Literargymnasium in Bern, seine Vorliebe galt vor allem den Naturwissenschaften, der Mathematik und alten Sprachen. Nach der Reifeprüfung 1874 wollte an der dortigen Universität Chemie studieren, wählte aber die hier besser vertretene Medizin. 1878 legte Sahli das medizinische Staatsexamen ab. Seine Lehrer waren die Kliniker Heinrich Quincke und Ludwig Lichtheim (1845–1928), der Chirurg Theodor Kocher und Theodor Langhans (1839–1915) in pathologischer Anatomie.
Zunächst arbeitete Sahli als Assistent an der Kinderklinik in Bern, wo er promovierte. Anschließend wechselte er an die medizinische Klinik in Bern und ging bald darauf nach Leipzig, wo er bei Julius Cohnheim experimentell-pathologisch (Entstehung des Lungenödems) und bei Carl Weigert histologisch (Methylenblau-Färbung) arbeitete. In Leipzig traf er unter anderem Karl von Vierordt und Adolf von Strümpell. Es folgten Studienreisen nach Wien, wo er sich in den Spezialfächern Laryngologie, Otologie, Ophthalmologie und Dermatologie weiterbildete sowie nach London zu William R. Gowers und John Hughlings Jackson, und nach zu Paris Jean-Martin Charcot.
Nach Bern zurückgekehrt nahm er seine Assistententätigkeit wieder auf und habilitierte sich 1882 für die Innere Medizin. 1888 wurde Lichtheim nach Königsberg berufen und Sahli trat dessen Nachfolge als Ordinarius für Innere Medizin an. In dieser Position blieb er bis 1929.

## Leistung

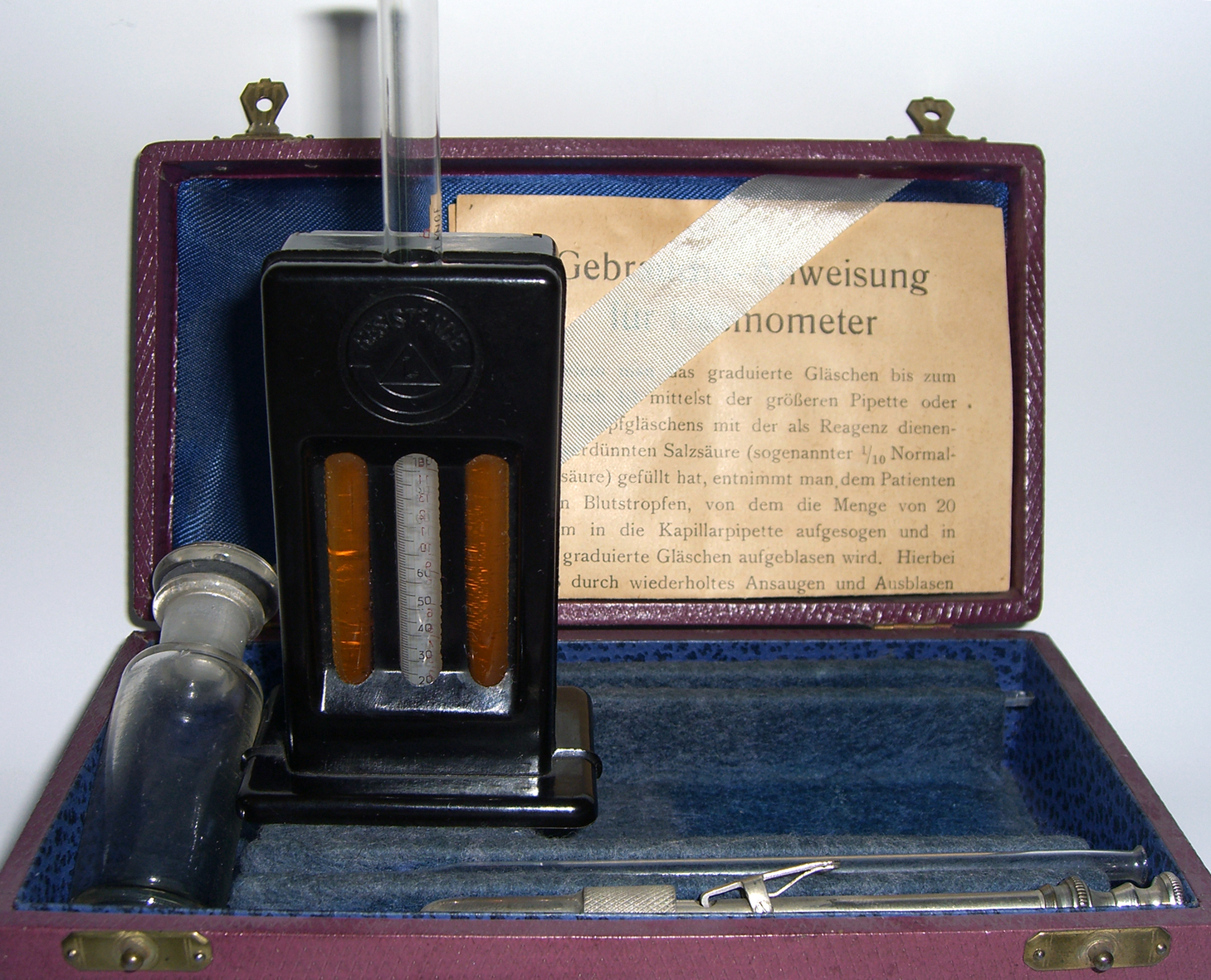
Sahli-Haemometer zur Hämoglobinbestimmung

Hermann Sahli war ein von der Medizin geradezu Besessener. Sahlis Werk stimulierte wesentliche Fortschritte auf dem Gebiet der Kreislaufphysiologie und er bearbeitete in den langen Jahren seiner Unterrichts- und Forschertätigkeit fast alle Gebiete der Inneren Medizin.
Er beschäftigte sich mit der Lokalisation der Kerne der kleinen Handmuskeln (Ankylostomumanämie bei Tunnelarbeitern am Gotthard), der Methylenblau-Säurefuchsin-Doppelfärbung, akzidentiellen Herzgeräuschen, kranzförmigen Hautgefäßektasien (Sahli-Venenkranz) und zentralnervösen Einflüssen auf die Magensekretion, führte salizylsaure Phenolester (Salole) in die Medizin ein, schlug die abdominelle Selbstmassage mit Eisenkugeln bei chronischer Obstipation vor und veröffentlichte 1888 eine Monographie über die Pathologie der Infektionskrankheiten.

Apparat zur Infusion physiologischer Kochsalzlösung nach Sahli (ca. 1910)

Er empfahl bei fieberhaften Erkrankungen die Infusion physiologischer Kochsalzlösungen und beschrieb einen Infusionsapparat, referierte über Appendizitiden, hirnchirurgische Operationen, erklärte die Vesikuläratmung korrekt und infundierte Blutegelsekret zur Thromboseprophylaxe. 
1894 erschien erstmals Sahlis Hauptwerk, das Lehrbuch der klinischen Untersuchungsmethoden, das ihn international bekannt machte. In der Folge befasste er sich bevorzugt mit der Diagnostik der Magenfunktion, Hämatologie, Tuberkulose, Hämodynamik und Neurologie.
Zur qualitativen und quantitativen Beurteilung der Magenfunktion entwickelte er Verfahren mit Glutoidkapseln (1898), Desmoidkapseln (1905), Probemahlzeiten (Suppenprobefrühstück) und Schlundsonden. 1902 stellte er ein Hämoglobinometer (Sahli-Hämometer) mit einer sehr haltbaren Testlösung (salzsaures Hämatin) vor und widmete sich ausführlich dem Studium der Hämophilie (1905, 1910). 1906 erschien eine Monographie über Tuberkulin, Tuberkuloseheilung und -immunität. 
Sahli untersuchte fast zwei Jahrzehnte lang hämodynamische Fragestellungen: Er beschrieb ein Taschenquecksilbermanometer mit Pelotte zur ambulanten Blutdruckmessung (1904), entwickelte die Theorie vom „absoluten“ Sphygmogramm (1904) zur Bestimmung des Maximal- und Minimaldrucks und beschäftigte sich von 1907 bis 1920 mit der peripheren Messung der Pulsenergie (Sphygmo- bzw. Volumbolometrie) sowie der Konstruktion eines Arteriometers zur arteriellen Kalibermessung. 
Auf neurologischem Gebiet führte er pathologisch-anatomische Untersuchungen durch, untersuchte Neurosen (1922), glaubte an ein anatomisches Substrat der Hysterie und an eine „spezielle Energieform des Geistigen im körperlich-seelischen Zusammenhang“ (1931).
Er publizierte 178 wissenschaftliche Arbeiten.
1925 wurde er zum Mitglied der Leopoldina gewählt.

## Eponyme
Der Asteroid (2088) Sahlia ist nach ihm benannt.

## Schriften
- Ueber das Vorkommen und die diagnostische Bedeutung einer Zone ectasirter feinster Hautgefässe in der Nähe der untern Lungengrenze. In: Corrbl Schweiz Aerzte 15 (1885), S. 135.
- Ueber eine neue Untersuchungsmethode der Verdauungsorgane und einige Resultate derselben. In: Corrbl Schweiz Aerzte 21 (1891), S. 65–74.
- Lehrbuch der klinischen Untersuchungsmethoden. 1. Aufl. Wien 1894, 7. Aufl. 1928.
- Über ein einfaches und exactes Verfahren der klinischen Hämometrie. In: Verhandl. d. deutschen Kongr. f. Innere Medizin 20 (1902), S. 230–234.
- Ueber kompendiöse, leicht transportable Taschenquecksilbermanometer zu klinischen Zwecken, speziell zur Sphygmomanometrie. Nebst Bemerkungen über eine Verbesserung der Riva-Rocci’schen Manschette. In: Dtsch Med Wochenschr 30 (1904), S. 1140.
- Die Sphygmobolometrie, eine neue Untersuchungsmethode der Zirkulation. In: Dtsch Med Wochenschr (1907), S. 16.
- Die dynamische Pulsuntersuchung mittelst der pneumatischen Sphygmobolometrie. Bern 1914.
- Herzkrankheiten. In: T. Brugsch (Hrsg.): Spezielle Pathologie und Therapie innerer Krankheiten. IV/2, Berlin 1925, S. 1475.
- Hermann Sahli. In: Ludwig R. Grote (Hrsg.): Die Medizin der Gegenwart in Selbstdarstellungen. Leipzig 1925, Bd. 5, S. 177.